# La Esperanza kommun, Colombia
La Esperanza är en kommun i Colombia.   Den ligger i departementet Norte de Santander, i den norra delen av landet, 300 km norr om huvudstaden Bogotá. Antalet invånare är 10 953.